# 陳時
陳時（1493年—1552年），字宜之，號北麓，直隸涿鹿中衛官籍，福建長樂縣人，明朝政治人物。

## 生平
治《禮記》，嘉靖七年（1528年）由國子生中式戊子科順天府鄉試第二十名舉人，嘉靖十一年（1532年）壬辰科會試第七十九名，第三甲第九十五名進士。觀都察院政，授山東曹縣知縣，十八年十一月選授陕西道試監察御史，十九年十月實授御史，二十年十二月升通政使司左參議，二十四年四月升右通政，二十九年四月轉左通政，三十年（1551年）二月以年老致仕。

## 家族
曾祖陳信；祖陳通，封戶部員外郎；父陳玉，知府；母王氏（封宜人）。慈侍下，妻王氏。行四，兄暐、暘、壽，弟爵（衛鎮撫）。子陳謐。